# Sporobolus
Genre
Sporobolus est un genre de plantes monocotylédones de la famille des Poaceae, sous-famille des Chloridoideae, à répartition quasi-cosmopolite, qui comprend 184 espèces acceptées. Ce sont des plantes herbacées, généralement vivaces, poussant en touffes, aux tiges généralement dressées et pouvant atteindre de 5 à 160 cm de haut, voire plus. Ce genre se caractérise, entre autres, par ses fruits dont le péricarpe mucilagineux se sépare facilement de la graine à maturité, facilitant la dispersion de cette dernière.
De nombreuses espèces de ce genre sont des mauvaises herbes des cultures ayant une importance significative. Certaines jouent un rôle comme plantes de pâturage.

## Étymologie
Le nom générique, Sporobolos dérive de deux racines grecques : σπόρος (sporos), graine, spore, et βάλλειν (bollein), jeter, en référence à la manière dont la graine est libérée et dispersée.

## Caractéristiques générales

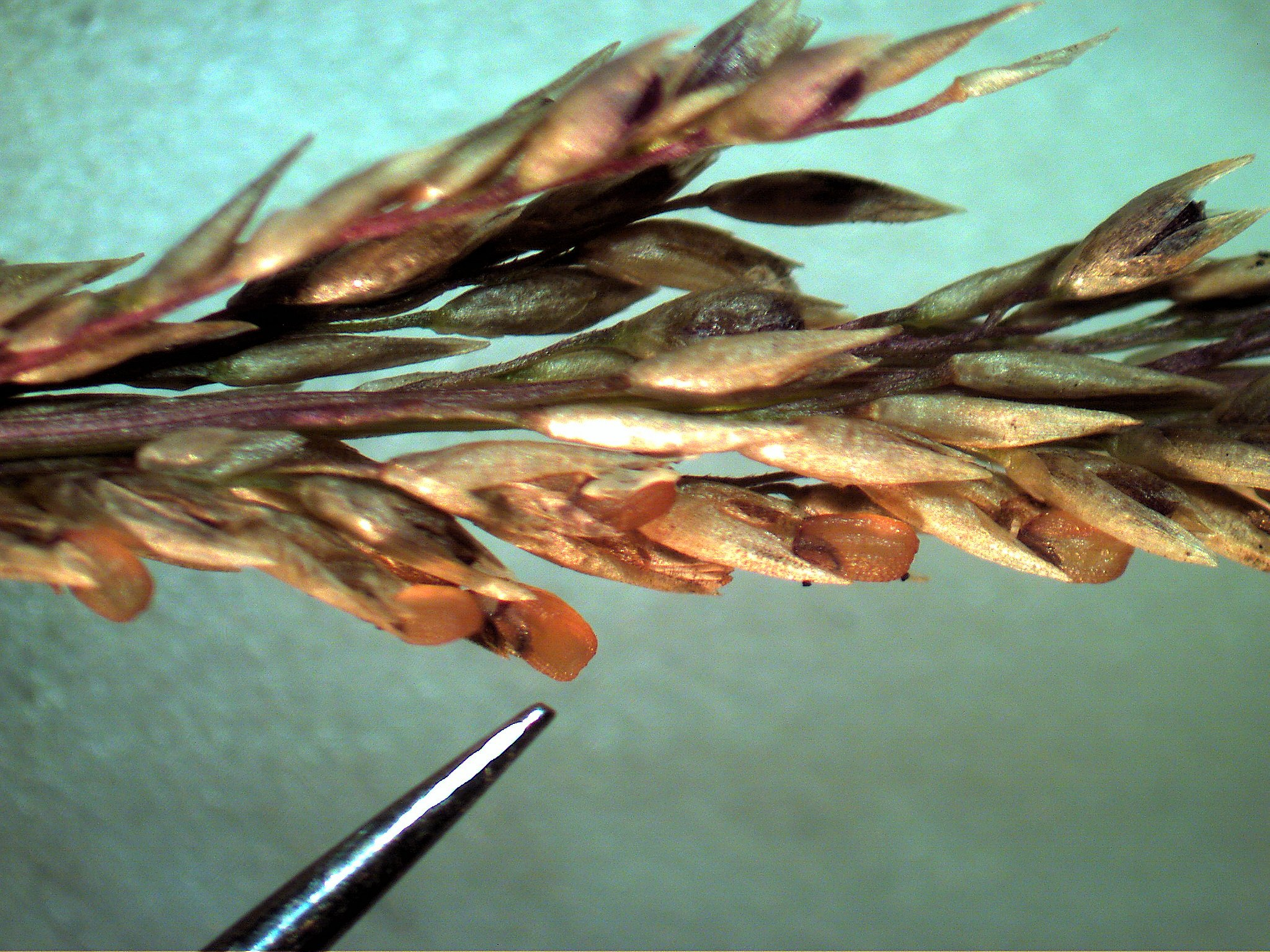
Épillets de Sporobolus africanus avec les graines apparentes.

Les plantes du genre Sporobolus sont des plantes herbacées vivaces, rarement annuelles, poussant en touffes, parfois rhizomateuses ou stolonifères. Les feuilles ont un limbe plat ou enroulés, linéaire à étroitement lancéolé. La ligule est réduite à une rangée de poils.
L'inflorescence est une panicule ouverte ou contractée, rarement spiciforme.Les épillets sont uniflores, subtérètes, non comprimés ni carénés, glabres. Le rachillet se désarticule à maturité au-dessus des glumes.Les glumes sont inégales, généralement plus courtes que la lemme, membraneuses, caduques ou persistantes, et présentent parfois une nervure et ont un apex obtus, aigu ou acuminé. La lemme, elliptique à étroitement ovale, est finement membraneuse, glabre, et présente de 1 à 3 nervures. La paléole, égale à la lemme ou plus courte, est déprimée entre les nervures et se fendant longitudinalement pendant la croissance du grain. Les étamines sont au nombre de 2 à 3.
Le fruit, petit (0,3–2 mm de long), globuleux à ellipsoïde, arrondi ou tronqué, comprimé latéralement ou dorsoventralement, ou pas sensiblement comprimé, n'adhère pas à la lemme et à la paléole. Il présente, contrairement au caryopse typique, un péricarpe non adhérent. Ce péricarpe se gonfle généralement avec l'humidité et devient mucilagineux, expulsant de force la graine collante, qui adhère souvent au sommet de l'épillet. Le hile est court. L'endosperme est dur, sans lipide, ne contenant que des grains d'amidon simple ou composé. L'embryon, de grande taille, présente un épiblaste, avec une queue scutellaire et un entrenoeud du mésocotyle allongé,.

### Cytologie
Le nombre chromosomique de base est x = 9 ou 10, avec un nombre chromosomique somatique variable, 2n = 18, 24, 36, 38, 54, 72, 80, 88, 90, 108 et 126, avec des espèces diploïdes et une série d'espèces polyploide.

## Taxinomie
La genre Sporobolus a été décrit par le botaniste écossais Robert Brown et publié en 1810 dans Prodromus Florae Novae Hollandiae 169. L'espèce type est Sporobolus indicus (L.) R. Br.

### Synonymes
Selon GRIN (15 juin 2019) :
- Agrosticula Raddi
- Bauchea E. Fourn.
- Bennetia Raf.
- Calamovilfa (A. Gray) Hack.
- Crypsis Aiton
- Cryptostachys Steud.
- Diachyrium Griseb.
- Spartina Schreb.
- Spermachiton Llanos
- Spermatochiton Pilg., orth. var.
- Thellungia Stapf
- Triachyrum Hochst.

### Liste des espèces
Selon The Plant List (15 juin 2019) :
- Sporobolus acinifolius Stapf
- Sporobolus actinocladus (F.Muell.) F.Muell.
- Sporobolus acuminatus (Trin.) Hack.
- Sporobolus adustus (Trin.) Roseng., B.R.Arrill. & Izag.
- Sporobolus aeneus (Trin.) Kunth
- Sporobolus africanus (Poir.) Robyns & Tournay
- Sporobolus agrostoides Chiov.
- Sporobolus airoides (Torr.) Torr.
- Sporobolus albicans (Nees ex Trin.) Nees
- Sporobolus aldabrensis Renvoize
- Sporobolus amaliae Veldkamp
- Sporobolus angustifolius A.Rich.
- Sporobolus apiculatus Boechat & Longhi-Wagner
- Sporobolus atrovirens (Kunth) Kunth
- Sporobolus australasicus Domin
- Sporobolus bahamensis Hack.
- Sporobolus balansae Henrard
- Sporobolus bechuanicus Gooss.
- Sporobolus blakei B.K.Simon
- Sporobolus bogotensis Swallen & Garc.-Barr.
- Sporobolus brockmanii Stapf
- Sporobolus buckleyi Vasey
- Sporobolus caespitosus Kunth
- Sporobolus camporum Swallen
- Sporobolus capillaris Miq.
- Sporobolus carolii Mez
- Sporobolus centrifugus (Trin.) Nees
- Sporobolus clandestinus (Biehler) Hitchc.
- Sporobolus coahuilensis J.Valdés
- Sporobolus collettii (Hook.f.) Bor
- Sporobolus compactus Clayton
- Sporobolus compositus (Poir.) Merr.
- Sporobolus confinis (Steud.) Chiov.
- Sporobolus congoensis Franch.
- Sporobolus consimilis Fresen.
- Sporobolus contiguus S.T.Blake
- Sporobolus contractus Hitchc.
- Sporobolus copei Verloove
- Sporobolus cordofanus (Hochst. ex Steud.) Hérincq ex Coss.
- Sporobolus coromandelianus (Retz.) Kunth
- Sporobolus creber De Nardi
- Sporobolus crucensis Renvoize
- Sporobolus cryptandrus (Torr.) A.Gray
- Sporobolus cubensis Hitchc.
- Sporobolus curtissii Small ex Kearney
- Sporobolus diandrus (Retz.) P.Beauv.
- Sporobolus dinklagei Mez
- Sporobolus discosporus Nees
- Sporobolus disjunctus B.K.Simon
- Sporobolus distichivaginatus R.W.Pohl
- Sporobolus domingensis (Trin.) Kunth
- Sporobolus durus Brongn.
- Sporobolus elatior Bosser
- Sporobolus elongatus R.Br.
- Sporobolus engleri Pilg.
- Sporobolus erectus Hitchc.
- Sporobolus eximius (Trin.) Ekman
- Sporobolus farinosus Hosok.
- Sporobolus fertilis (Steud.) Clayton
- Sporobolus festivus Hochst. ex A.Rich.
- Sporobolus fibrosus Cope
- Sporobolus fimbriatus (Trin.) Nees
- Sporobolus flexuosus (Vasey) Rydb.
- Sporobolus floridanus Chapm.
- Sporobolus fourcadei Stent
- Sporobolus geminatus Clayton
- Sporobolus giganteus Nash
- Sporobolus gloeoclados Cope
- Sporobolus hajrae P.Umam. & P.Daniel
- Sporobolus halophilus Bosser
- Sporobolus hancei Rendle
- Sporobolus harmandii Henrard
- Sporobolus helvolus (Trin.) T.Durand & Schinz
- Sporobolus heterolepis (Gray) A.Gray
- Sporobolus hians Van Schaack
- Sporobolus hintonii Hartley
- Sporobolus humilis J.Presl
- Sporobolus indicus (L.) R.Br.
- Sporobolus infirmus Mez
- Sporobolus interruptus Vasey
- Sporobolus ioclados (Trin.) Nees
- Sporobolus junceus (P.Beauv.) Kunth
- Sporobolus kerrii Bor
- Sporobolus lanuginellus Maire
- Sporobolus lasiophyllus Pilg.
- Sporobolus latzii B.K.Simon
- Sporobolus laxus B.K.Simon
- Sporobolus lenticularis S.T.Blake
- Sporobolus linearifolius Nicora
- Sporobolus ludwigii Hochst.
- Sporobolus macer (Trin.) Hitchc.
- Sporobolus macranthelus Chiov.
- Sporobolus macrospermus Scribn. ex Beal
- Sporobolus maderaspatanus Bor
- Sporobolus maximus Hauman
- Sporobolus mendocinus Méndez
- Sporobolus metallicola Longhi-Wagner & Boechat
- Sporobolus micranthus (Steud.) T.Durand & Schinz
- Sporobolus microprotus Stapf
- Sporobolus mildbraedii Pilg.
- Sporobolus minarum Boechat & Longhi-Wagner
- Sporobolus minimus Cope
- Sporobolus minor Kunth
- Sporobolus minutus Link
- Sporobolus mirabilis Pilg.
- Sporobolus mitchellii (Trin.) C.E.Hubb.
- Sporobolus molleri Hack.
- Sporobolus monandrus Roseng., B.R.Arrill. & Izag.
- Sporobolus montanus Engl.
- Sporobolus mopane Cope
- Sporobolus multinodis Hack.
- Sporobolus multiramosus Longhi-Wagner & Boechat
- Sporobolus myrianthus Benth.
- Sporobolus natalensis (Steud.) T.Durand & Schinz
- Sporobolus nealleyi Vasey
- Sporobolus nebulosus Hack.
- Sporobolus neglectus Nash
- Sporobolus nervosus Hochst.
- Sporobolus nitens Stent
- Sporobolus novoguineensis Baaijens
- Sporobolus nudiramus Boechat & Longhi-Wagner
- Sporobolus olivaceus Napper
- Sporobolus oxyphyllus Fish
- Sporobolus palmeri Scribn.
- Sporobolus pamelae B.K.Simon
- Sporobolus panicoides A.Rich.
- Sporobolus paniculatus (Trin.) T.Durand & Schinz
- Sporobolus partimpatens B.K.Simon
- Sporobolus pauciflorus A.Chev.
- Sporobolus paucifolius Boechat & Longhi-Wagner
- Sporobolus pectinatus Hack.
- Sporobolus pectinellus Mez
- Sporobolus pellucidus Hochst.
- Sporobolus perrieri A.Camus
- Sporobolus phleoides Hack. ex Stuck.
- Sporobolus piliferus (Trin.) Kunth
- Sporobolus pinetorum Weakley & P.M.Peterson
- Sporobolus platensis Parodi
- Sporobolus potosiensis Wipff & S.D.Jones
- Sporobolus pseudairoides Parodi
- Sporobolus pulchellus R.Br.
- Sporobolus pungens (Schreb.) Kunth
- Sporobolus purpurascens (Sw.) Ham.
- Sporobolus pyramidalis P.Beauv.
- Sporobolus pyramidatus (Lam.) C.L.Hitchc.
- Sporobolus quadratus Clayton
- Sporobolus recurvatus Boechat & Longhi-Wagner
- Sporobolus reflexus Boechat & Longhi-Wagner
- Sporobolus rigens (Trin.) É.Desv.
- Sporobolus rigidifolius (Trin.) Mez ex Veldkamp
- Sporobolus robustus Kunth
- Sporobolus ruspolianus Chiov.
- Sporobolus salsus Mez
- Sporobolus sanguineus Rendle
- Sporobolus scabridus S.T.Blake
- Sporobolus sciadocladus Ohwi
- Sporobolus scitulus Clayton
- Sporobolus sessilis B.K.Simon
- Sporobolus silveanus Swallen
- Sporobolus somalensis Chiov.
- Sporobolus spicatus (Vahl) Kunth
- Sporobolus spiciformis Swallen
- Sporobolus splendens Swallen
- Sporobolus stapfianus Gand.
- Sporobolus stolzii Mez
- Sporobolus subglobosus A.Chev.
- Sporobolus subtilis Kunth
- Sporobolus subulatus Hack. ex Scott-Elliot
- Sporobolus temomairemensis Judz. & P.M.Peterson
- Sporobolus tenellus (Spreng.) Kunth
- Sporobolus tenuissimus (Schrank.) Kuntze
- Sporobolus teretifolius R.M.Harper
- Sporobolus testudinum Renvoize
- Sporobolus tetragonus Bor
- Sporobolus texanus Vasey
- Sporobolus tourneuxii Coss.
- Sporobolus trichodes Hitchc.
- Sporobolus uniglumis Stent & J.M.Rattray
- Sporobolus vaginiflorus (Gray) Alph.Wood
- Sporobolus virginicus (L.) Kunth
- Sporobolus viscidus Sohns
- Sporobolus wallichii Munro ex Thwaites
- Sporobolus welwitschii Rendle
- Sporobolus wrightii Scribn.

Selon Plants of the World online (POWO) (30 novembre 2020) (222 espèces) :
- Sporobolus acinifolius Stapf
- Sporobolus actinocladus (F.Muell.) F.Muell.
- Sporobolus aculeatus (L.) P.M.Peterson
- Sporobolus acuminatus (Trin.) Hack.
- Sporobolus adustus (Trin.) Roseng., B.R.Arrill. & Izag.
- Sporobolus advenus (Stapf) P.M.Peterson
- Sporobolus aeneus (Trin.) Kunth
- Sporobolus africanus (Poir.) Robyns & Tournay
- Sporobolus agrostoides Chiov.
- Sporobolus airiformis Chiov.
- Sporobolus airoides (Torr.) Torr.
- Sporobolus albicans (Nees ex Trin.) Nees
- Sporobolus aldabrensis Renvoize
- Sporobolus alopecuroides (Piller & Mitterp.) P.M.Peterson
- Sporobolus alterniflorus (Loisel.) P.M.Peterson & Saarela
- Sporobolus amaliae Veldkamp
- Sporobolus anglicus (C.E.Hubb.) P.M.Peterson & Saarela
- Sporobolus angustifolius A.Rich.
- Sporobolus apiculatus Boechat & Longhi-Wagner
- Sporobolus arcuatus (K.E.Rogers) P.M.Peterson
- Sporobolus arenicola P.M.Peterson
- Sporobolus atrovirens (Kunth) Kunth
- Sporobolus australasicus Domin
- Sporobolus bahamensis Hack.
- Sporobolus bakeri (Merr.) P.M.Peterson & Saarela
- Sporobolus balansae Henrard
- Sporobolus bechuanicus Gooss.
- Sporobolus blakei B.K.Simon
- Sporobolus bogotensis Swallen & García-Barr.
- Sporobolus borszczowii (Regel) P.M.Peterson
- Sporobolus bosseri A.Camus
- Sporobolus brevipilis (Torr.) P.M.Peterson
- Sporobolus brockmanii Stapf
- Sporobolus buckleyi Vasey
- Sporobolus caespitosus Kunth
- Sporobolus camporum Swallen
- Sporobolus capillaris Miq.
- Sporobolus caroli Mez
- Sporobolus centrifugus (Trin.) Nees
- Sporobolus clandestinus (Biehler) Hitchc.
- Sporobolus coahuilensis J.Valdés
- Sporobolus coarctatus (Trin.) P.M.Peterson & Saarela
- Sporobolus collettii (Hook.f.) Bor
- Sporobolus compactus Clayton
- Sporobolus compositus (Poir.) Merr.
- Sporobolus confinis (Steud.) Chiov.
- Sporobolus congoensis Franch.
- Sporobolus consimilis Fresen.
- Sporobolus contiguus S.T.Blake
- Sporobolus contractus Hitchc.
- Sporobolus copei Verloove
- Sporobolus cordofanus (Hochst. ex Steud.) Hérincq ex Coss.
- Sporobolus coromandelianus (Retz.) Kunth
- Sporobolus creber De Nardi
- Sporobolus crucensis Renvoize
- Sporobolus cryptandrus (Torr.) A.Gray
- Sporobolus cubensis Hitchc.
- Sporobolus curtissii Small ex Kearney
- Sporobolus cynosuroides (L.) P.M.Peterson & Saarela
- Sporobolus diandrus (Retz.) P.Beauv.
- Sporobolus dinklagei Mez
- Sporobolus discosporus Nees
- Sporobolus disjunctus B.K.Simon
- Sporobolus distichivaginatus R.W.Pohl
- Sporobolus domingensis (Trin.) Kunth
- Sporobolus durus Brongn.
- Sporobolus × eatonianus P.M.Peterson & Saarela
- Sporobolus elatior Bosser
- Sporobolus elongatus R.Br.
- Sporobolus engleri Pilg.
- Sporobolus erectus Hitchc.
- Sporobolus eximius (Nees ex Trin.) Ekman
- Sporobolus factorovskyi (Eig) P.M.Peterson
- Sporobolus farinosus Hosok.
- Sporobolus fertilis (Steud.) Clayton
- Sporobolus festivus Hochst. ex A.Rich.
- Sporobolus fibrosus Cope
- Sporobolus fimbriatus (Nees ex Trin.) Nees
- Sporobolus flexuosus (Vasey) Rydb.
- Sporobolus floridanus Chapm.
- Sporobolus foliosus (Trin.) P.M.Peterson & Saarela
- Sporobolus fourcadei Stent
- Sporobolus geminatus Clayton
- Sporobolus giganteus Nash
- Sporobolus gloeoclados Cope
- Sporobolus hadjikyriakou (Raus & H.Scholz) P.M.Peterson
- Sporobolus hajrae P.Umam. & P.Daniel
- Sporobolus halophilus Bosser
- Sporobolus hancei Rendle
- Sporobolus harmandii Henrard
- Sporobolus helvolus (Trin.) T.Durand & Schinz
- Sporobolus heterolepis (A.Gray) A.Gray
- Sporobolus hians Van Schaack
- Sporobolus hintonii W.Hartley
- Sporobolus hookerianus P.M.Peterson & Saarela
- Sporobolus humilis J.Presl
- Sporobolus indicus (L.) R.Br.
- Sporobolus infirmus Mez
- Sporobolus interruptus Vasey
- Sporobolus ioclados (Nees ex Trin.) Nees
- Sporobolus ivakoanyensis A.Camus
- Sporobolus junceus (P.Beauv.) Kunth
- Sporobolus kerrii Bor
- Sporobolus lanuginellus Maire
- Sporobolus lasiophyllus Pilg.
- Sporobolus latzii B.K.Simon
- Sporobolus laxus B.K.Simon
- Sporobolus lenticularis S.T.Blake
- Sporobolus linearifolius Nicora
- Sporobolus linearis Mez
- Sporobolus longispicus (Hauman & Parodi ex St.-Yves) P.M.Peterson & Saarela
- Sporobolus ludwigii Hochst.
- Sporobolus macer (Trin.) Hitchc.
- Sporobolus macranthelus Chiov.
- Sporobolus macrospermus Scribn. ex Beal
- Sporobolus maderaspatanus Bor
- Sporobolus maritimus (Curtis) P.M.Peterson & Saarela
- Sporobolus maximus Hauman
- Sporobolus megalospermus (F.Muell. ex Benth.) P.M.Peterson
- Sporobolus mendocinus Méndez
- Sporobolus metallicola Longhi-Wagner & Boechat
- Sporobolus michauxianus (Hitchc.) P.M.Peterson & Saarela
- Sporobolus micranthus (Steud.) T.Durand & Schinz
- Sporobolus microprotus Stapf
- Sporobolus mildbraedii Pilg.
- Sporobolus minarum Boechat & Longhi-Wagner
- Sporobolus minimus Cope
- Sporobolus minor Kunth
- Sporobolus minuartioides (Bornm.) P.M.Peterson
- Sporobolus minutus Link
- Sporobolus mirabilis Pilg.
- Sporobolus mitchellii (Trin.) C.E.Hubb.
- Sporobolus mobberleyanus P.M.Peterson & Saarela
- Sporobolus molleri Hack.
- Sporobolus monandrus Roseng., B.R.Arrill. & Izag.
- Sporobolus montanus Engl.
- Sporobolus montevidensis (Arechav.) P.M.Peterson & Saarela
- Sporobolus mopane Cope
- Sporobolus multinodis Hack.
- Sporobolus multiramosus Longhi-Wagner & Boechat
- Sporobolus myrianthus Benth.
- Sporobolus natalensis (Steud.) T.Durand & Schinz
- Sporobolus nealleyi Vasey
- Sporobolus nebulosus Hack.
- Sporobolus neglectus Nash
- Sporobolus nervosus Hochst.
- Sporobolus nesiotioides Longhi-Wagner, R.J.V.Alves & N.G.Silva
- Sporobolus niliacus (Fig. & De Not.) P.M.Peterson
- Sporobolus nitens Stent
- Sporobolus novoguineensis Baaijens
- Sporobolus nudiramus Boechat & Longhi-Wagner
- Sporobolus olivaceus Napper
- Sporobolus oxyphyllus Fish
- Sporobolus palmeri Scribn.
- Sporobolus pamelae B.K.Simon
- Sporobolus panicoides A.Rich.
- Sporobolus paniculatus (Trin.) T.Durand & Schinz
- Sporobolus partimpatens B.K.Simon
- Sporobolus pauciflorus A.Chev.
- Sporobolus paucifolius Boechat & Longhi-Wagner
- Sporobolus pectinatus Hack.
- Sporobolus pectinellus Mez
- Sporobolus pellucidus Hochst.
- Sporobolus perrieri A.Camus
- Sporobolus phleoides Hack. ex Stuck.
- Sporobolus pilifer (Trin.) Kunth
- Sporobolus pinetorum Weakley & P.M.Peterson
- Sporobolus platensis Parodi
- Sporobolus potosiensis Wipff & S.D.Jones
- Sporobolus pseudairoides Parodi
- Sporobolus pulchellus R.Br.
- Sporobolus pumilus (Roth) P.M.Peterson & Saarela
- Sporobolus pungens (Schreb.) Kunth
- Sporobolus purpurascens (Sw.) Ham.
- Sporobolus pyramidalis P.Beauv.
- Sporobolus pyramidatus (Lam.) Hitchc.
- Sporobolus quadratus Clayton
- Sporobolus recurvatus Boechat & Longhi-Wagner
- Sporobolus reflexus Boechat & Longhi-Wagner
- Sporobolus rhizomatosus (Steud.) T.Durand & Schinz
- Sporobolus rigens (Trin.) É.Desv.
- Sporobolus rigidifolius (Trin.) Mez ex Veldkamp
- Sporobolus rigidus (Buckley) P.M.Peterson
- Sporobolus robustus Kunth
- Sporobolus ruspolianus Chiov.
- Sporobolus salsus Mez
- Sporobolus sanguineus Rendle
- Sporobolus scabridus S.T.Blake
- Sporobolus schoenoides (L.) P.M.Peterson
- Sporobolus sciadocladus Ohwi
- Sporobolus scitulus Clayton
- Sporobolus sessilis B.K.Simon
- Sporobolus silveanus Swallen
- Sporobolus somalensis Chiov.
- Sporobolus spartinae (Trin.) P.M.Peterson & Saarela
- Sporobolus spicatus (Vahl) Kunth
- Sporobolus spiciformis Swallen
- Sporobolus splendens Swallen
- Sporobolus stapfianus Gand.
- Sporobolus stolzii Mez
- Sporobolus subglobosus A.Chev.
- Sporobolus subtilis Kunth
- Sporobolus subulatus Hack.
- Sporobolus temomairemensis Judz. & P.M.Peterson
- Sporobolus tenellus (A.Spreng.) Kunth
- Sporobolus tenuissimus (Mart. ex Schrank) Kuntze
- Sporobolus teretifolius R.M.Harper
- Sporobolus testudinum Renvoize
- Sporobolus tetragonus Bor
- Sporobolus texanus Vasey
- Sporobolus tourneuxii Coss.
- Sporobolus × townsendii (H.Groves & J.Groves) P.M.Peterson & Saarela
- Sporobolus trichodes Hitchc.
- Sporobolus tsiafajavonensis A.Camus
- Sporobolus turkestanicus (Eig) P.M.Peterson
- Sporobolus uniglumis Stent & J.M.Rattray
- Sporobolus vaginiflorus (Torr. ex A.Gray) Alph.Wood
- Sporobolus vaseyi P.M.Peterson
- Sporobolus versicolor (E.Fabre) P.M.Peterson & Saarela
- Sporobolus virginicus (L.) Kunth
- Sporobolus viscidus Sohns
- Sporobolus wallichii Munro ex Thwaites
- Sporobolus welwitschii Rendle
- Sporobolus wrightii Scribn.